# Réseau ferré secondaire de l'Allier

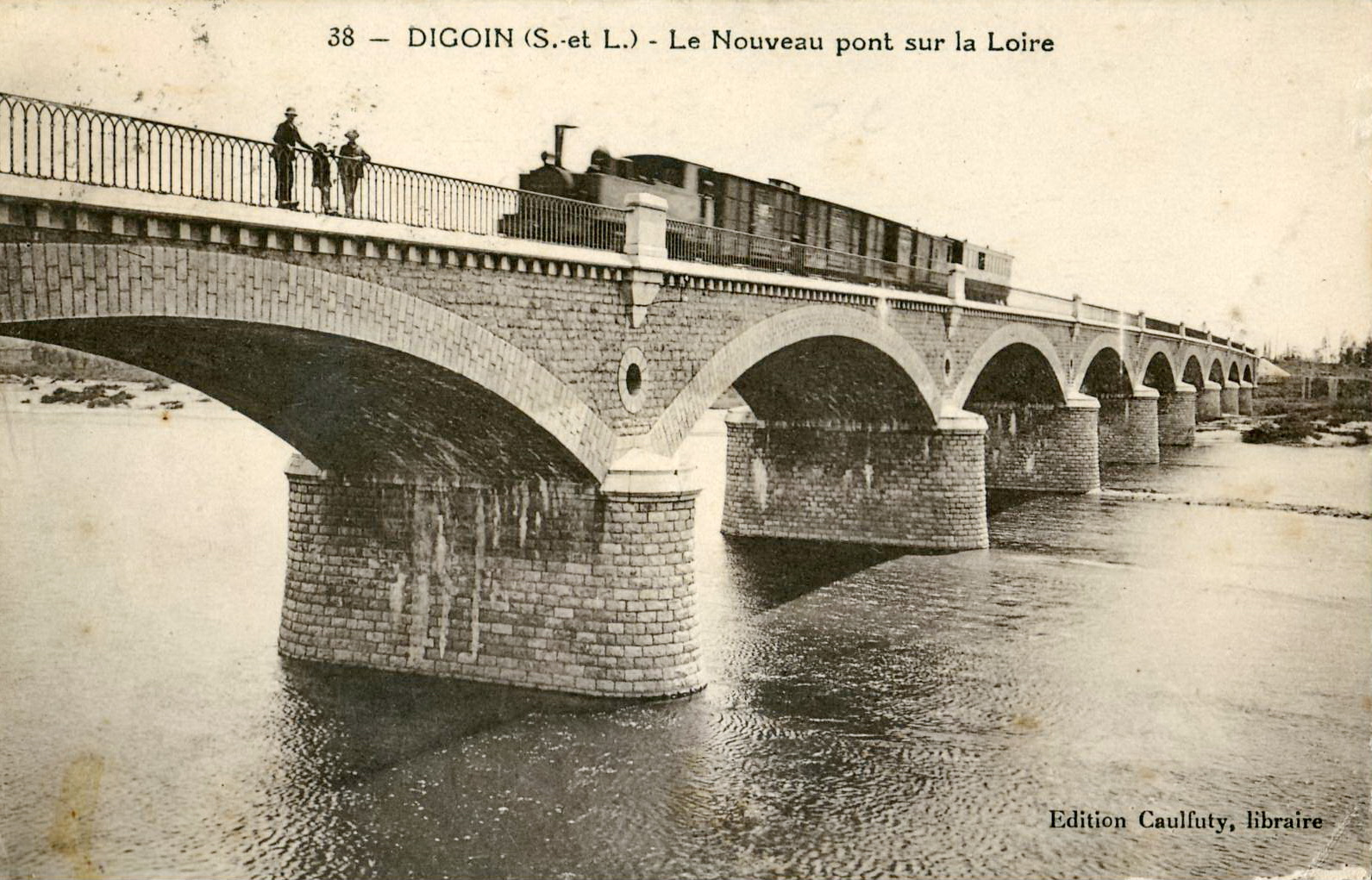
Train sur le pont de Digoin franchissant la Loire (ligne Varennes-sur-Allier - Digoin).

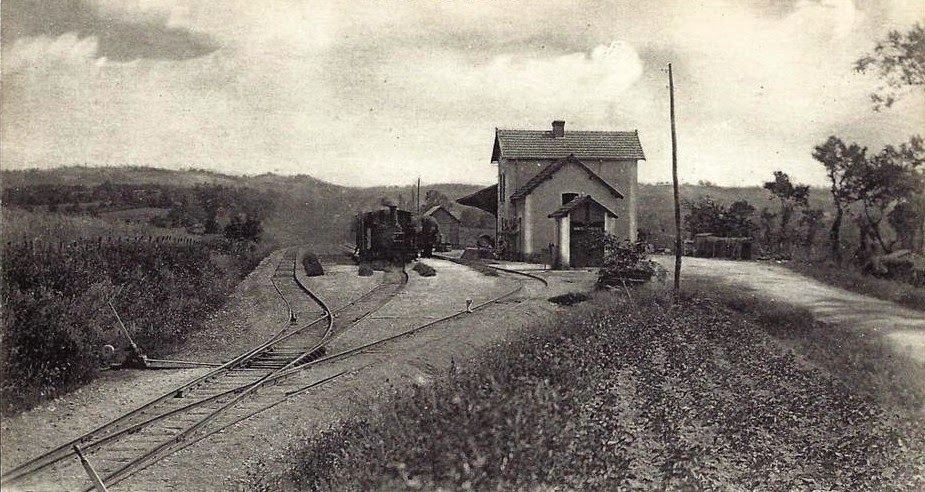
La gare d'Isserpent, sur la ligne de Lapalisse au Mayet-de-Montagne.

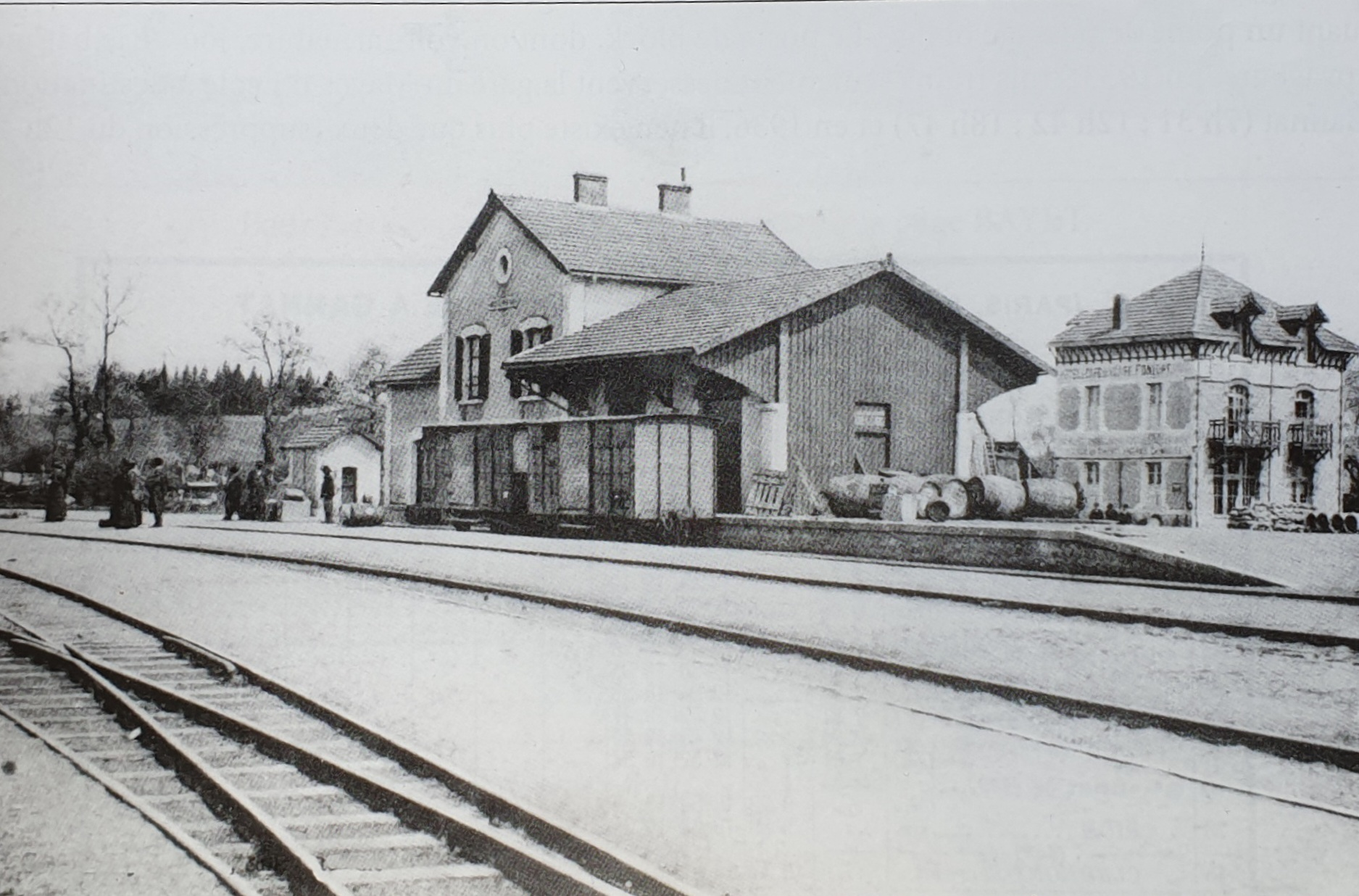
La gare du Mayet-de-Montagne, jonction entre la SE (ligne Lapalisse-Mayet) et les chemins de fer du Centre (ligne Vichy à Lavoine).

Le Réseau de l'Allier, surnommé populairement « Le Tacot », était un réseau de chemin de fer secondaire à voie métrique organisé par le département de l'Allier en complément des lignes des « grands réseaux » d'intérêt général entre 1886 et 1950, et dont la longueur maximale fut de 367 km.
Le réseau est concédé à l'origine à la Société générale des chemins de fer économiques (SE).
Il s'étendait dans tout le département de l'Allier et formait, avec le réseau du Cher, un ensemble appelé Réseau du Centre.

## Histoire

### Les lignes

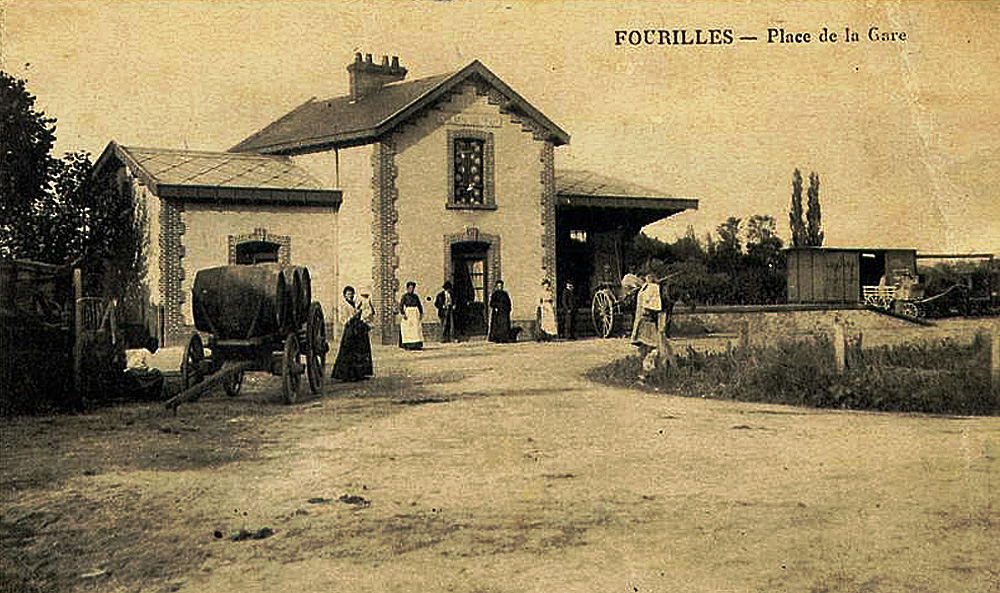
Gare de Fourilles.

Dès 1865, le Conseil général de l'Allier envisage de créer un réseau de chemin de fer secondaire à voie métrique  pour relier le territoire au réseau ferroviaire des compagnies nationales desservant le département : la Compagnie des chemins de fer de Paris à Lyon et à la Méditerranée (P.L.M.)  et la Compagnie du chemin de fer de Paris à Orléans (P.O.), à une époque où les déplacements étaient limités.
Ce réseau est établi sous deux régimes administratifs différents : un réseau d'intérêt local concédé par le département d'une longueur de 224 km et un réseau d'intérêt général comprenant une ligne d'une longueur de 88 km. Elle assure la jonction avec le réseau secondaire du Cher.
Un premier réseau, déclaré d'utilité publique par une loi du 20 août 1883 et concédé à la Société générale des chemins de fer économiques dirigée par M. Émile Level, est mis en service entre 1886 et 1892, comprenant les lignes suivantes :
Ligne d'intérêt général
- Sancoins - Lapeyrouse, 88 km :

Sancoins - Couleuvre, 19 km, ouverture le 10 novembre 1890 ;
Couleuvre - Villefranche-d'Allier, 36 km, ouverture le 4 novembre 1891 ;
Villefranche-d'Allier - Lapeyrouse, 33 km, ouverture le 24 octobre 1892.
Lignes d'intérêt local
- Moulins - Cosne-sur-l'Œil, 57 km ;

Moulins - Bourbon-l'Archambault, 26 km, ouverture le 1er décembre 1886 ;
Bourbon-l'Archambault - Buxières-les-Mines, 19 km, ouverture le 1er février 1887 ;
Buxières-les-Mines - Cosne-sur-l'Œil, 12 km, ouverture le 13 octobre 1887.
Cette ligne assure l'accès à la station thermale de Bourbon-l'Archambault,non desservie par le grand réseau.
- Varennes-sur-Allier - Marcillat, 103 km :

Varennes sur Allier - Chantelle, 28 km, ouverture le 21 juillet 1887 ;
Chantelle - Bézenet, 37 km, ouverture le 14 juillet 1889 ;
Bézenet - Marcillat, 38 km, ouverture le 24 mai 1891 ;
- Chantelle -Ébreuil (embranchement), 22 km, ouverture le 1er mars 1892.

Un second réseau, exclusivement classé d'intérêt local est mis en service entre 1906 et 1911. Sa construction est décidée à la suite de l'acquisition par la compagnie SE du chemin de fer de Dompierre à Lapalisse en 1900.
Il comprend les lignes suivantes
- Varennes-sur-Allier - Digoin, 60 km :

Varennes-sur-Allier - Le Donjon, 36 km, ouverture le 5 avril 1906 ;
Le Donjon - Digoin, 24 km, ouverture le 30 septembre 1912 ;
- Lapalisse - Le Mayet-de-Montagne, 23 km, ouverture le 1er août 1906[6].

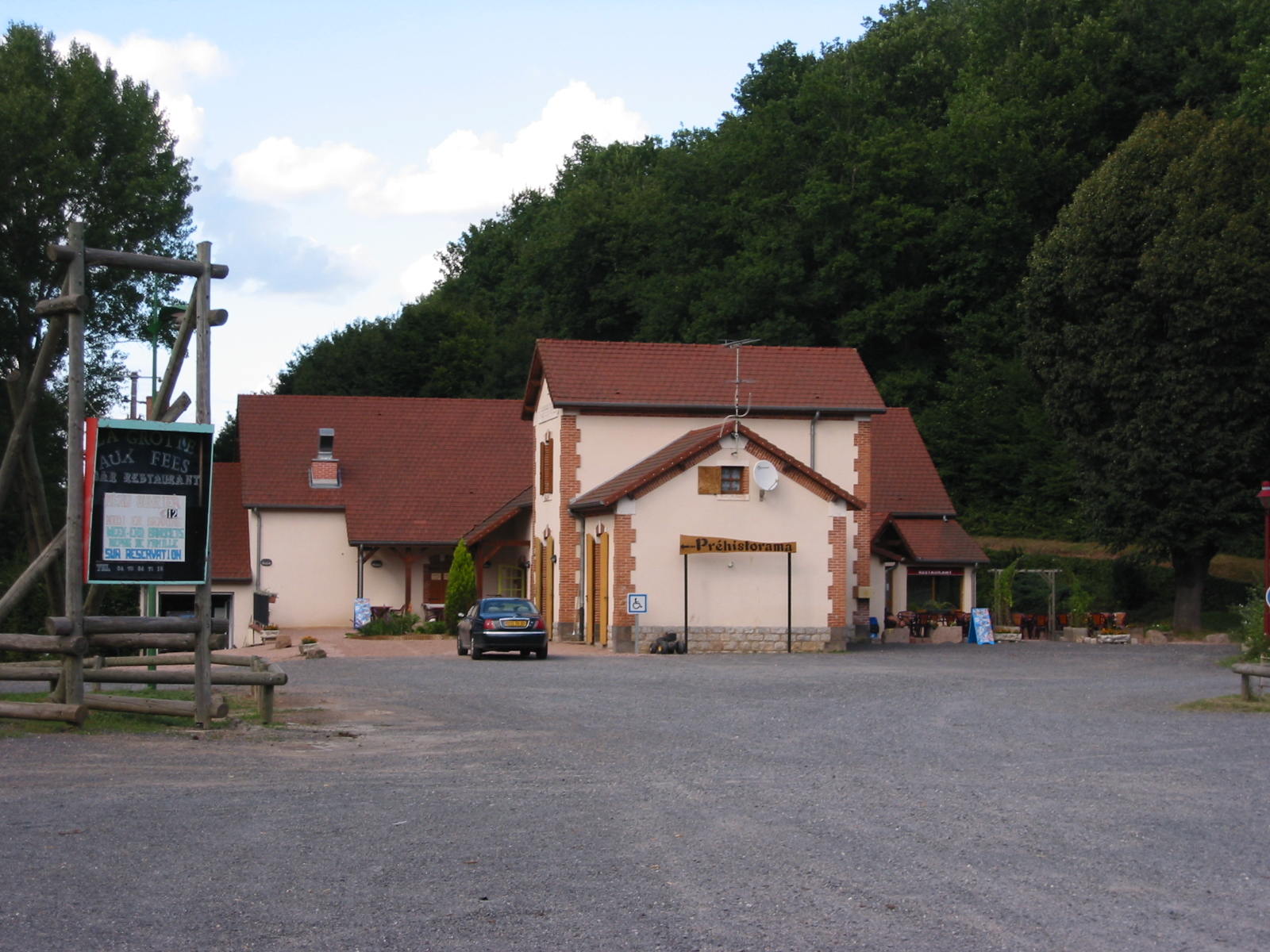
Ancienne gare de Châtelperron.

Ces lignes étaient en contact avec le chemin de fer de Dompierre à Lapalisse en gare de Trézelles et Lapalisse.

### La reprise de lignes d'autres exploitants
En 1900, la SE reprend l'exploitation du Chemin de fer de Dompierre à Lapalisse, 43 km, initialement exploité par la Société anonyme du chemin de fer d'intérêt local de Dompierre-sur-Besbre à la Palisse ,
En 1928, la SE reçoit l'affermage de la ligne Vichy Cusset à  Lavoigne-Laprune, 41 km, de la société des Chemins de fer du Centre.

### Les fermetures
Le réseau de l'Allier subit au début des années 1930 d'importants déficits d'exploitation. Le développement du réseau routier et l'exode rural provoquent une baisse des trafics voyageur et marchandise. Les recettes s'effondrent, passant de 6,7 à seulement 2,5 millions de francs entre 1930 et 1937.
Une commission départementale, composée de quelques conseillers généraux est créée pour trouver une solution à ces déficits récurrents.Les avis divergent: certains sont partisans du maintien du réseau mais en rationalisant son exploitation, d'autres pour la suppression pure et simple de tout le réseau secondaire. Certains revendiquent le maintien de certaines lignes, leur choix est influencé par des considérations politiques locales.
Des conseillers généraux se déplacent dans quatre départements ayant intégralement supprimé leur réseau secondaire pour en mesurer l'impact.
Il est décidé que l'ensemble du réseau départemental soit abandonné. Cette décision entre en vigueur en 1939.
Deux lignes sont conservées : Moulins - Cosne-sur-Œil (aujourd'hui Cosne-d'Allier) annoncée non déficitaire et la ligne Vichy-Lavoine du fait de la difficulté de la circulation routière en Montagne bourbonnaise, surtout pour assurer un service sûr d'autocars.
La ligne Sancoins-Lapeyrouse, protégée par son statut de ligne d'intérêt général.
La fermeture des lignes intervient alors dans l'ordre suivant :
- le 1er juin 1939, les sections :

Varennes - Chantelle ;
Chantelle -  Bézenet ;
Bézenet - Commentry - Marcillat ;
Chantelle - Ébreuil ;
Dompierre - Lapalisse ;
Lapalisse - Le Mayet-de-Montagne ;
Varennes - Le Donjon ;
- Le 15 janvier 1949, Vichy à Lavoine-Laprugne (service des marchandises);
- Le 1er février 1949, la section Villefranche-d'Allier - Lapeyrouse ;
- Le 22 avril 1949, Vichy à Lavoine-Laprugne (service voyageurs)
- Le 30 juin 1950, Moulins - Cosne-d'Allier ;
- Le 1er janvier 1951, les sections :

Sancoins - Couleuvre ;
Couleuvre - Villefranche-d'Allier.

## Infrastructures

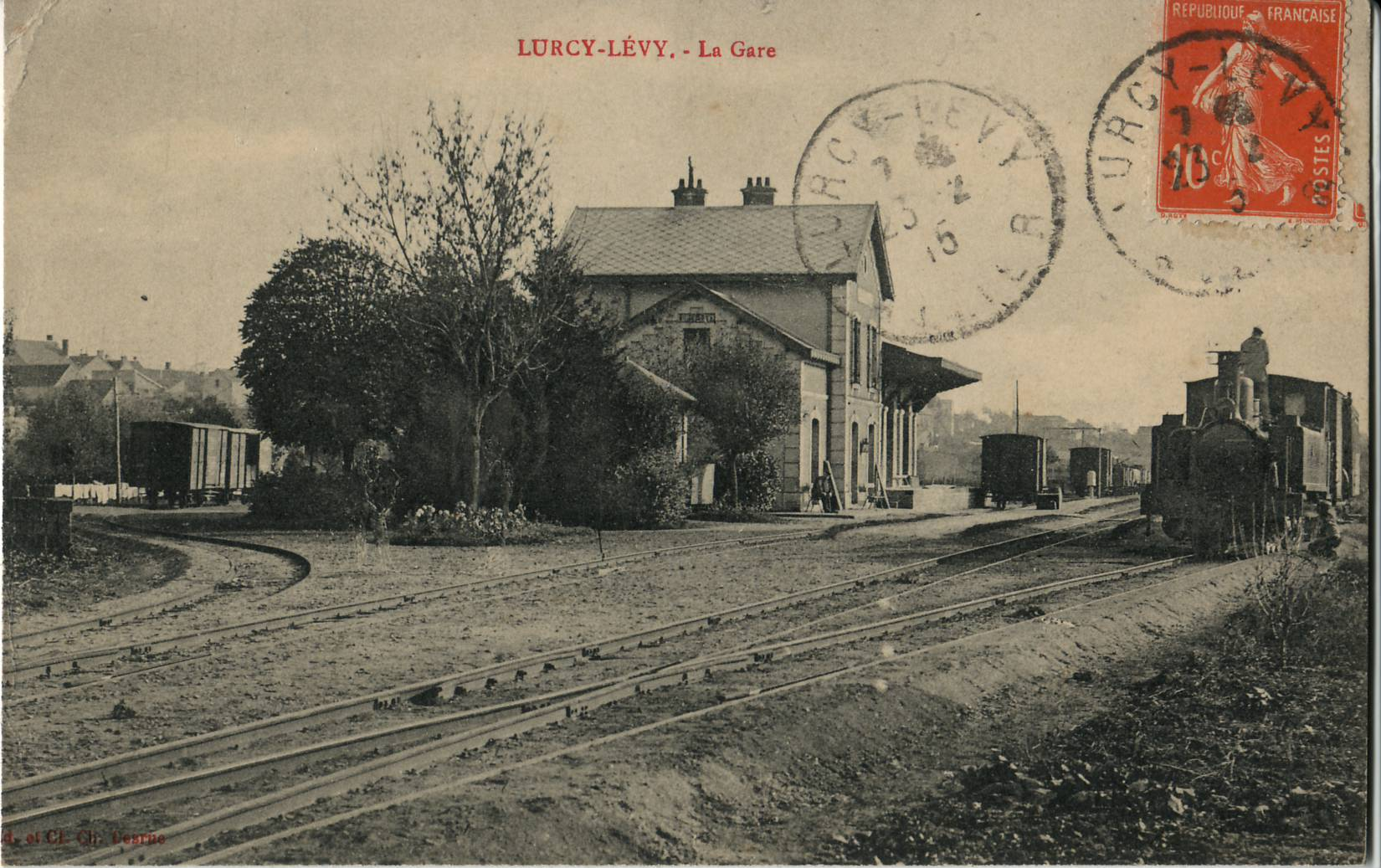
Une gare typique d'un réseau secondaire, celle de Lurcy-Lévis, sur la ligne Saincoins-Lapeyrouse, avec son bâtiment combinant le bâtiment des voyageurs et la halle aux marchandises, la voie unique de la ligne se dédoublant pour permettre le croisement des trains, plus deux voies destinées aux marchandises.

Les lignes étaient à voie métrique.

### Gares de jonction
- avec le PLM :

Moulins (lignes de Moret - Veneux-les-Sablons à Lyon-Perrache et de Moulins à Mâcon) ;
Varennes-sur-Allier (Ligne de Moret - Veneux-les-Sablons à Lyon-Perrache) ;
Dompierre-Sept-Fons (Ligne de Moulins à Mâcon) ;
Lapalisse - Saint-Prix (Ligne de Moret - Veneux-les-Sablons à Lyon-Perrache) ;
Digoin (Ligne de Moulins à Mâcon) ;
- avec le PO :

Villefranche d'Allier (Ligne de Montluçon à Moulins) ;
Bézenet (Ligne de Montluçon à Moulins) ;
Commentry (Lignes (Montluçon-Moulins et Commentry-Gannat) ;
Marcillat (Ligne de Montluçon à Gouttières) ;
Saint-Bonnet-de-Rochefort (Ligne de Commentry à Gannat) ;
- avec la société des chemins de fer du Centre :

Le Mayet de Montagne.

## Ouvrages d'art

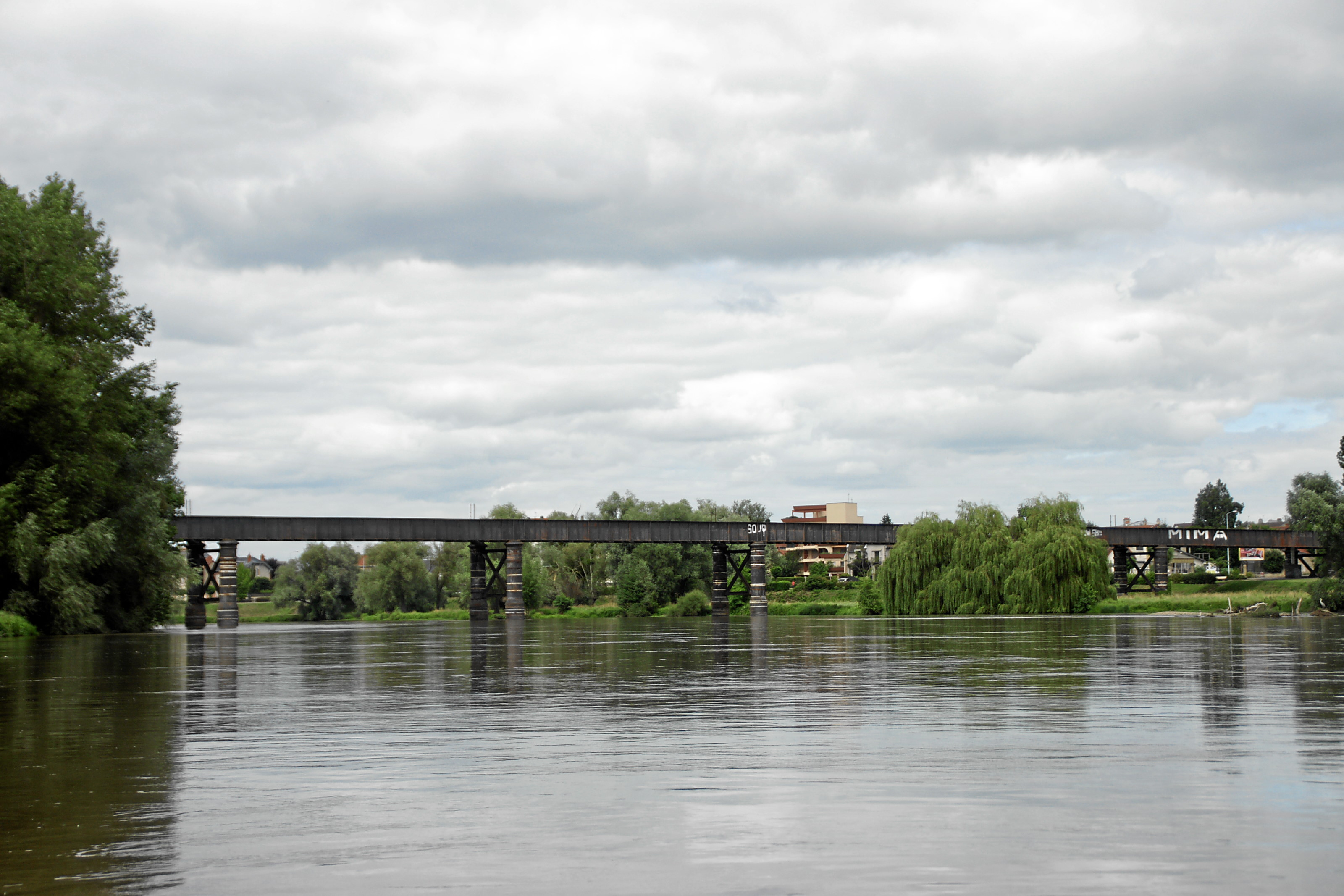
Pont de fer franchissant l'Allier à Moulins utilisée par la ligne de Moulins à Cosne ; aujourd'hui passerelle piétonne et cyclable.

Trois ouvrages d'art importants existaient sur le réseau d'intérêt local :
- le pont de Chazeuil sur l'Allier sur la ligne Varennes-Marcillat ;
- le pont de Digoin sur la Loire sur la ligne Varennes-Digoin.

Ces deux ouvrages  étaient mixtes, pour le rail et la route, la voie encastrée dans la chaussée routière.
- le Pont de fer, long de 316,5 mètres, permettait à la ligne de Moulins à Cosne de franchir l'Allier. Il était partagé avec la ligne de Montluçon à Moulins de la compagnie du chemin de fer de Paris à Orléans. Le tablier du viaduc offrait l'espace pour deux voies; celle du côté amont était établie à l'écartement normal pour le P.O et celle du côté nord, construite à l'écartement métrique pour la S.E.

## Exploitation

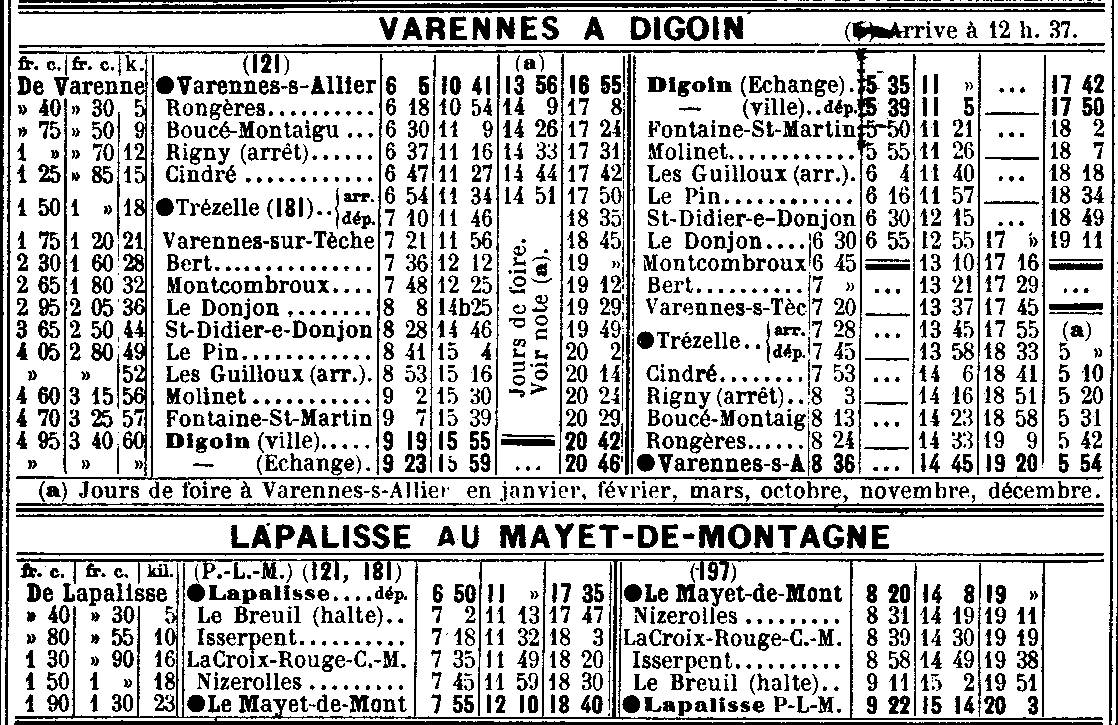
Tableau horaires des lignes Varennes à Digoin et Lapalisse au Mayet-de-Montagne en mai 1914…

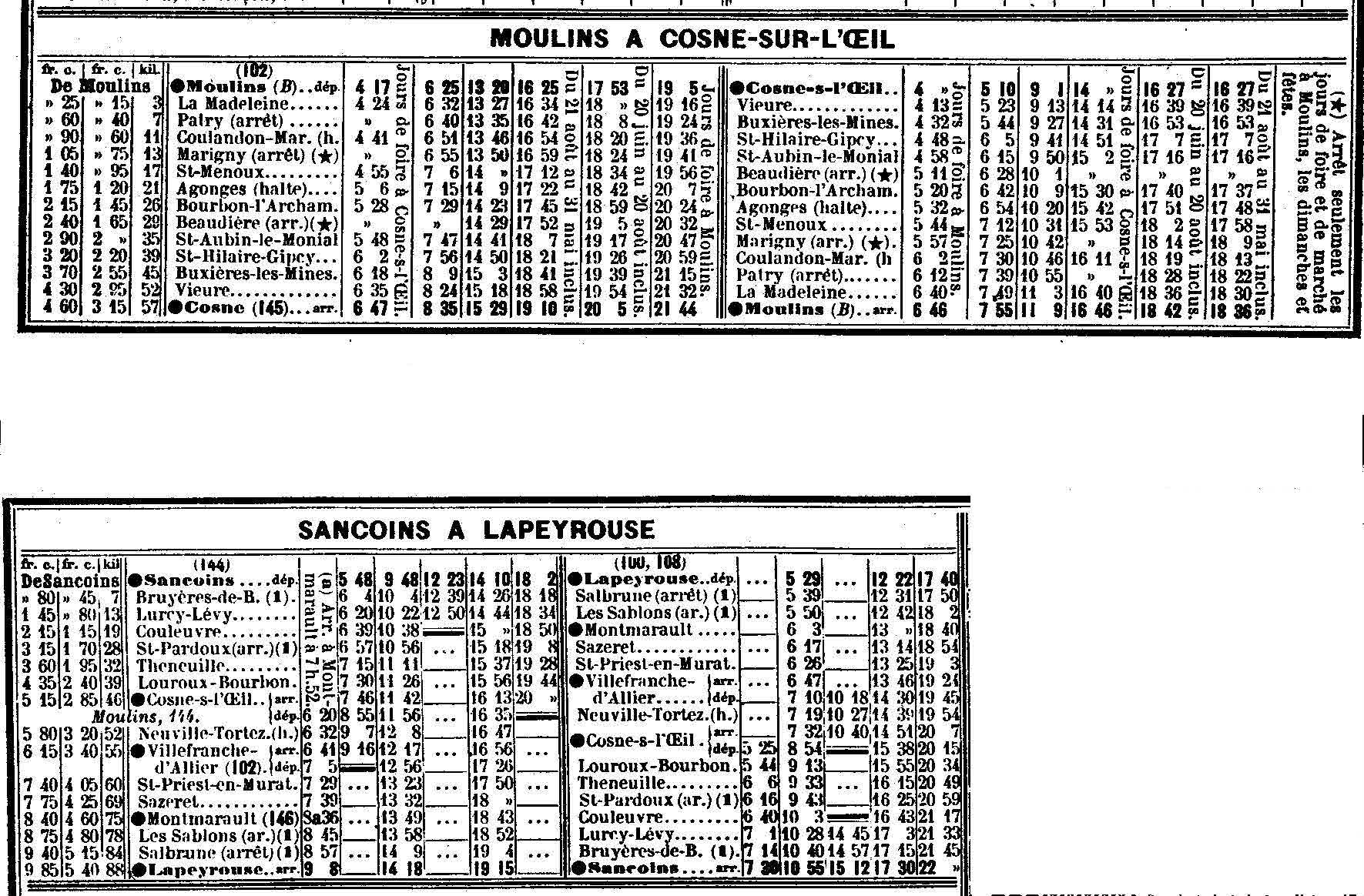
…ainsi que Moulins à Cosne-sur-l'Œil et Sancoins à Lapeyrouse…

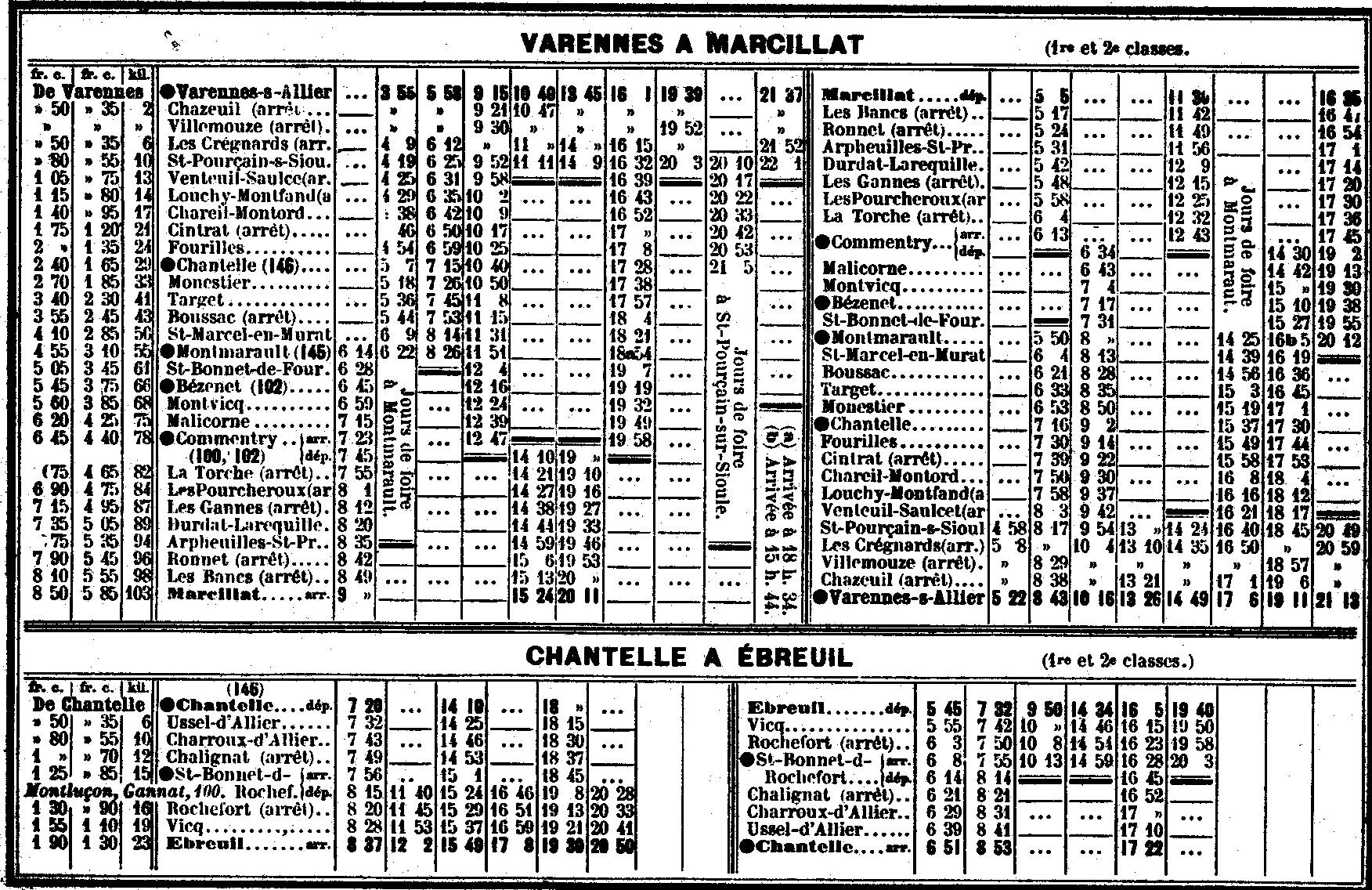
…et Varennes à Marcillat ainsi que Chantelle à Ebreuil à la même date.

La Société générale des chemins de fer économiques assure l'exploitation du réseau conformément aux conventions de concession des 15 mai 1883 et 6 novembre 1903, annexées aux deux lois déclarant d'utilité publique le réseau,.

### Le matériel roulant
Le matériel roulant comprend tous les véhicules du réseau du Centre attribués au réseau de l'Allier.
À son apogée, le réseau de l'Allier utilisera une cinquantaine de locomotives à vapeur à 2 ou 3 essieux moteurs, 123 voitures voyageurs, 39 fourgons, 5 grues roulantes et 1098 wagons à marchandises.
Après la Première Guerre mondiale, l'exploitant introduit des autorails afin de gagner en productivité et en attractivité, pour lutter contre la concurrence routière.
Ce matériel est entretenu aux ateliers de Cosne-sur-l'Œil (aujourd'hui Cosne d'Allier) où la SE employait 150 personnes.

## Vestiges et matériels préservés
Le wagon tombereau U 3723 de la SE est préservé par le Musée des tramways à vapeur et des chemins de fer secondaires français (MTVS).

## Autres réalisations ferroviaires
Une ligne entre Cusset et Lavoine par le Mayet-de-Montagne  sur les souhaits du département, après réalisation de la ligne de Lapalisse au Mayet-de-Montagne. Le réseau ferré secondaire va desservir la Montagne bourbonnaise.
Cette ligne est reliée au réseau du département la Loire des chemins de fer du Centre.